# Лас Крусес
Лас Крусес (на испански: Las Cruces) е град в Ню Мексико, САЩ. Населението му към 2008 година е 91 865 души, което го прави вторият по големина град в щата след Албакърки. Реката Рио Гранде преминава на запад от града. Надморската му височина е 1191 m. Климатът е сух, субтропичен, като през лятото са възможни температури над 100 °F (38 °C).
Името на града на испански Las Cruces означава „Кръстовете“, но не се знае защо е избрано точно това име. Лас Крусес е основан през 1849 година и през 1880-те населението му достига 2300 заселници. Обявен е за град през 1907 година. На територията му се намира и Университетът на Ню Мексико. Най-известната личност, с която се свързва името на града е Били Хлапето, който живее тук известно време.

## Побратимени градове
- Сиудад Хуарес, Мексико
- Ниенбург, Германия